# 乾澄影视
乾澄影视（全名為：上海乾澄影视文化有限公司）是中国大陆由好莱坞制片人张家振创办的影视制作公司，主要承担包括影片前期项目开发、拍摄制作、项目监制、影视制作、影视发行的主创班底搭建到全部的完片工作，搭建了完善的业务架构和专业的承制管理服务体系。。

## 歷史
香港资深制片人张家振先生，與著名经纪人杨鑫女士於2016年成立上海乾澄影视文化有限公司。董事长张家振，于2016年上海电影节公布了包含5部电影作品的片单，并同时宣布了扶持新导演的"摇篮计划"。
乾澄影視董事長的金牌制片人张家振先生，是華語電影最具代表性的人物之一，從業30餘年間，曾打造過《縱橫四海》、《夺面双雄》、 《碟中諜2》以及近期的《赤壁》、《太平輪》、《繡春刀》等等經典電影。從香港到好萊塢，再到內地，張家振已成為華語電影和好萊塢溝通交流的橋梁。
2018年，乾澄影视成立两周年之际，以“影视承制”、“艺人经纪”以及“CASTING选⻆”为核心的三大业务体系，在创立的短短两年内便战果满满，不仅制作出品了电影《情遇曼哈顿》、《侠盗联盟》等多部商业作品，更携手旗下签约艺人黄景瑜、王传君及合作艺人王麗坤、张静初、高以翔等共同创造了十分亮眼的成绩。

## 艺人经纪
- 黃景瑜（擁有獨立工作室）
- 王傳君

## 作品

### 电影
- 2017年：《情遇曼哈顿》
- 2017年：《侠盗联盟》
- 2018年：《幕后玩家》
- 2019年：《冰峰暴》

### 电視劇
- 2018年：《为了你我愿意热爱整个世界》